# Ceropegia zambesiaca
Ceropegia zambesiaca là một loài thực vật có hoa trong họ La bố ma. Loài này được Masinde & Meve mô tả khoa học đầu tiên năm 2002.